# Craig Santos Perez
Craig Santos Perez est un poète, essayiste, professeur d'université, éditeur américain issu du peuple Chamorro, né à Mongmong, dans l’île de Guam le 6 février 1980,.

## Biographie
En 1995, la famille de Craig Santos Perez quitte l'île de Guam pour s'installer en Californie.
En 2002, Craig Santos Perez passe son Bachelor of Arts (Littérature et création littéraire), à l'université de Redlands,, il continue ses études par l'obtention en 2006 d'un Master of Fine Arts (Poésie) à l'Université de San Francisco, et en 2011 il est accepté à l'Université de Californie, Berkeley pour entamer des études doctorales, il soutient sa thèse de doctorat PhD en ethnologie en 2015,.
En 2008, il commence la parution de sa trilogie from unincorporated territory qui remporte immédiatement le succès.
En 2011, il fonde avec Brandy Nalani McDougall, la maison d'édition Ala Press spécialisée dans la diffusion de la littérature et de la culture des îles du Pacifique.
Craig Santos Perez enseigne la littérature du Pacifique et la création littéraire à l' université de Hawaï à Mānoa.
La poésie de Pérez se concentre sur les thèmes de la vie du Pacifique, de l'immigration vers les États-Unis, de l'histoire coloniale des îles du pacifique et des différentes diaspora des insulaires du pacifique.. 

## Œuvres

### Thèse de doctorat
- (en-US) Wayreading Chamorro Literature from Guam 2015, UC Berkeley Electronic Theses and Dissertations, été 2015, 182 p. (OCLC 1047733649, lire en ligne).

### Poésie
- (en-US) Constellations gathered along the ecliptic, shadowbox press, 2007, 18 p. (OCLC 213887812),
- (en-US) Co-écrit avec  Katy Acheson, Origami shipwreck, NeO Pepper Press, 2007, 37 p. (ISBN 9780978840761),
- (en-US) from Unincorporated Territory, Tinfish Press, 1er septembre 2008, 98 p. (ISBN 9780978992965),
- (en-US) from unincorporated territory [saina], Omnidawn, 1er septembre 2010, 136 p. (ISBN 9781890650469),
- (en-US) from unincorporated territory [guma’], Omnidawn, 1er avril 2014, 96 p. (ISBN 9781890650919)[8],
- (en-US) from unincorporated territory [lukao], Omnidawn, 3 octobre 2017, 83 p. (ISBN 9781632430410),
- (en-US) from unincorporated territory [hacha], Omnidawn, 3 octobre 2017, 98 p. (ISBN 9781632430496),
- (en-US) Habitat Threshold, Omnidawn, 15 avril 2020, 80 p. (ISBN 9781632430809),

### Essais
- (en-US) Enactment of war and the use of military force : background and legal implications, Nova Publishers, 2015, 177 p. (ISBN 9781634829878),

### Articles
- (en-US) « The Salt-Wind, Ka Makani Pa‘akai (review) », Studies in American Indian Literatures, Volume 22, N° 3,‎ 2010, p. 84-92 (8 pages) (lire en ligne),
- (en-US) « from "AERIAL ROOTS" », The Iowa Review, Vol. 40, No. 2,‎ 2010, p. 108-112 (5 pages) (lire en ligne),
- (en-US) « The basic savagery of the White Poets Society », sur Jacket2, 19 avril 2011,
- (en-US) « New Pacific Islander Poetry: [Introduction] », Poetry, Vol. 208, No. 4,‎ juin-août 2016, p. 373-377 (5 pages) (lire en ligne),
- (en-US) « SPAM'S Carbon Footprint, 2016 », Prairie Schooner, Vol. 90, No. 4,‎ hiver 2016, p. 12-13 (2 pages) (lire en ligne),
- (en-US) « Guam and Literary Activism », World Literature Today, Vol. 93, No. 4,‎ automne 2019, p. 68-70 (3 pages) (lire en ligne ),

## Prix et distinctions
- 2017, Le Elliot Cades Award for Literature[9]
- 2016, La Chancellor’s Citation for Meritorious Teaching de l'université d’Hawaï[10]
- 2016, Bourse de la Lannan Foundation Literary Fellowship for Poetry[11],
- 2015, Prix de l'American Book Award[12],
- 2011, Prix du PEN Center USA[13],
- 2011, Le Los Angeles Times Book Prize[14],
- 2010, Le Poets & Writers California Writers Exchange Award[15],
- 2009, Prix Emily Chamberlain Cook Poetry délivré par l'université de Berkeley[16],
- 2008, Literary Prize for Poetry.
- 2007, Bourse Eugene Cota-Robles Fellowship, délivrée par University of California, Berkeley,
- 2001, Le Jean Burden Poetry Award délivré par l'Université de Redland

## Articles liés
- Guma' Gela', collectif artistique queer chamorro